# Приклонский, Михаил Васильевич (воевода)
Михаил Васильевич Приклонский (по прозвищу отца — Богданович) — русский военный и государственный деятель, стряпчий, стольник и воевода. Происходил из дворянского рода Приклонских.

## Биография
Михаил Васильевич Приклонский начал свою придворную службу в чине стряпчего. В 1649 году был пожалован в царские стольники. В 1649—1659 годах Михаил Васильевич Приклонский находился в списке лиц, сопровождавших царя Алексея Михайловича в его «походах» на богомолья.
В мае 1659 года Михаил Приклонский был назначен товарищем (заместителем) воеводы и осадным воеводой в Белгород. В феврале 1660 года был отозван из Белгорода в Москву, но в апреле 1662 года вторично назначен в полковые воеводы в Белгород, стал товарищем главного воеводы, князя Григория Григорьевича Ромодановского, на место воеводы князя Бориса Ефимовича Мышецкого.
В январе 1663 году по царскому указу окольничий князь Григорий Ромодановский был вызван в Москву, а Михаилу Приклонскому было приказано остаться в Белгороде в «осадных». В сентябре 1664 года после смены воевод Михаил Васильевич Приклонский был вызван из Белгорода в Москву.
В 1662 году Михаил Васильевич Приклонский принял участие в военных действиях на Украине против правобережного гетмана-изменника Юрия Богдановича Хмельницкого и его союзников, крымских татар. М. В. Приклонский командовал авангардом русской рати Г. Г. Ромодановского, отправленным на правый берег Днепра. 3 августа в битве под Бужином превосходящие силы крымских татар под предводительством Юрия Хмельницкого разгромили передовой русский отряд Михаила Приклонского и левобережные полки Василия Золотаренко. Стольник Михаил Васильевич Приклонский с остатками авангарда вынужден был отступить обратно за Днепр, «с немалой нуждой и трудом, едва оборонной рукой до Днепра прииде».
В 1668 году стольник Михаил Васильевич Приклонский был назначен первым воеводой в украинский город Миргород. Во время антирусского восстания левобережного гетмана Ивана Мартыновича Брюховецкого некоторые царские воеводы в Левобережной Украине были арестованы и убиты восставшими казаками. Миргородский воевода М. В. Приклонский был захвачен в плен и передан крымским татарам.
1 октября 1670 года Михаил Васильевич Приклонский, возвратившийся из татарского плена, был отправлен в Малороссию в полк к воеводе князю Григорию Григорьевичу Ромодановскому с изъявлением царской благодарности русским воинам.
В марте 1673 года стольник М. В. Приклонский был назначен на воеводство в отдаленный сибирский город Енисейск, где пробыл три года. В 1677 году был возвращен из Сибири в Москву. В мае 1678 года был назначен товарищем (заместителем) тобольского воеводы. Во время пребывания в Тобольске Михаил Приклонский находился во враждебных отношениях с митрополитом сибирским и тобольским Павлом.
В 1681 году по царскому указу в Тобольск прибыл дьяк Алмаз Чистой, который по государевой грамоте отвел Михаила Приклонского на двор митрополита, где он и «выдан был головою» митрополиту Павлу. Митрополит Сибирский Павел отлучил Михаила Васильевича Приклонского от церкви и предал его анафеме «за преозорство, гордость, неистовое житье, блудодеяние и за непристойные и поносные речи».
8 марта 1682 года Михаил Васильевич Приклонский прибыл в Москву, но не был допущен к руке царя Фёдора Алексеевича, а патриарх отказался его благословить. 4 мая того же 1682 года, несмотря на опалу, стольник Михаил Приклонский «дневал и ночевал» у гроба умершего государя Фёдора Алексеевича. Вскоре Михаил Васильевич Приклонский скончался, приняв постриг и схиму. Перед смертью он не получил прощения и умер отлученным от церкви.

## Семья
Михаил Васильевич Приклонский был женат на Феодосии Дмитриевне Горихвостовой. Дети:
- Мария Михайловна Приклонская, жена русского полководца, боярина Алексея Семёновича Шеина
- Иван Михайлович Приклонский (11.10.1652-10.05.1705), воевода в Керенске (1700) и провиантмейстер (1704).